# 251
Năm 251 là một năm trong lịch Julius. 

## Mất
- Tư Mã Ý